# كارلوس سانتوس دي جيسوس
كارلوس سانتوس دي جيسوس (بالبرتغالية: Carlos Santos de Jesus‏) (25 فبراير 1985 بساو باولو في البرازيل - ) هو لاعب كرة قدم برازيلي في مركز الدفاع. لعب مع شاندونغ لونينغ ونادي الاتفاق ونادي دينامو زغرب ونادي ذوب آهن أصفهان ونادي زغرب ونادي ساو باولو ونادي فاراجدين ونادي نفط طهران ونادي راتشابوري ميتر فول.

## وصلات خارجية
- كارلوس سانتوس دي جيسوس على موقع قاعدة بيانات كرة القدم.إي يو (الإنجليزية)
- كارلوس سانتوس دي جيسوس على موقع Soccerway.com (الإنجليزية)
- كارلوس سانتوس دي جيسوس على موقع عالم كرة القدم.نت (الإنجليزية)